# Bellamy (Alabama)
Pour les articles homonymes, voir Bellamy.
Bellamy est un village au comté de Sumter, en Alabama.

## Démographie
| 2000 | 2010 | - | - | - | - |
| ---- | ---- | - | - | - | - |
| 543  | 539  | - | - | - | - |